# 勝又千重子
勝又 千重子 (かつまた ちえこ) は 日本のジャーナリスト、NHK放送総局報道局社会部記者

## 経歴
2010年4月1日 NHKに入局。
初任地 NHK山口放送局を経て、報道局社会部に所属。社会部では 社会・教育問題を中心に記者として継続的に取材をしている。